# Midori Gotō
Midori Gotō (japanska: 五嶋 みどり), född 25 oktober 1971 i Hirakata i Osaka prefektur i Japan är en japansk-amerikansk violinist som uppträder under 
artistnamnet Midori.

## Biografi
Som liten följde Midori med sin mor, som själv är violinist, när hon repeterade och lärde sig melodierna utantill. När hon fyllde tre år fick hon en violin i 1/16 storlek och började ta lektioner av sin mor.
Hon flyttade med sin mor till New York när hon var tio år gammal för att utbilda sig vid  Juilliard School och vid 11 års ålder debuterade hon på New York filharmonikernas nyårskonsert. År 1986 uppmärksammades hon av New York Times i samband med sitt framträdande på Tanglewood Music Festival där Leonard Bernstein dirigerade sin egen komposition. Hon spelar på en Guarneriviolin från 1734 som tidigare tillhört Bronisław Huberman.
Midori har grundat den ideella organisationen Midori and Friends som utbildar ungdomar i fattiga områden i New York och Japan inom musik.
År 2007 utsågs hon till Fredsbudbärare av FN och 2012 valdes hon in i American Academy of Arts and Sciences.
Midori Gotō har varit professor vid Thornton School of Music vid University of Southern California och arbetar sedan 2018 för Curtis Institute of Music i Philadelphia.

## Eftermäle
Asteroiden 15003 Midori är uppkallad efter henne.